# IWI Negev
La IWI Negev è una mitragliatrice leggera camerata con proiettili da 5,56 × 45 mm prodotta dall'azienda israeliana Israel Weapon Industries (IWI) per soddisfare la richiesta delle forze di difesa israeliane per una mitragliatrice multiruolo che potesse essere alimentata sia da caricatore a scatola che a nastro.
Nel 2012 IWI ha introdotto una variante come mitragliatrice ad uso generale, camerata con munizioni 7,62 × 51 mm denominata IWI Negev NG-7.

## Tecnica

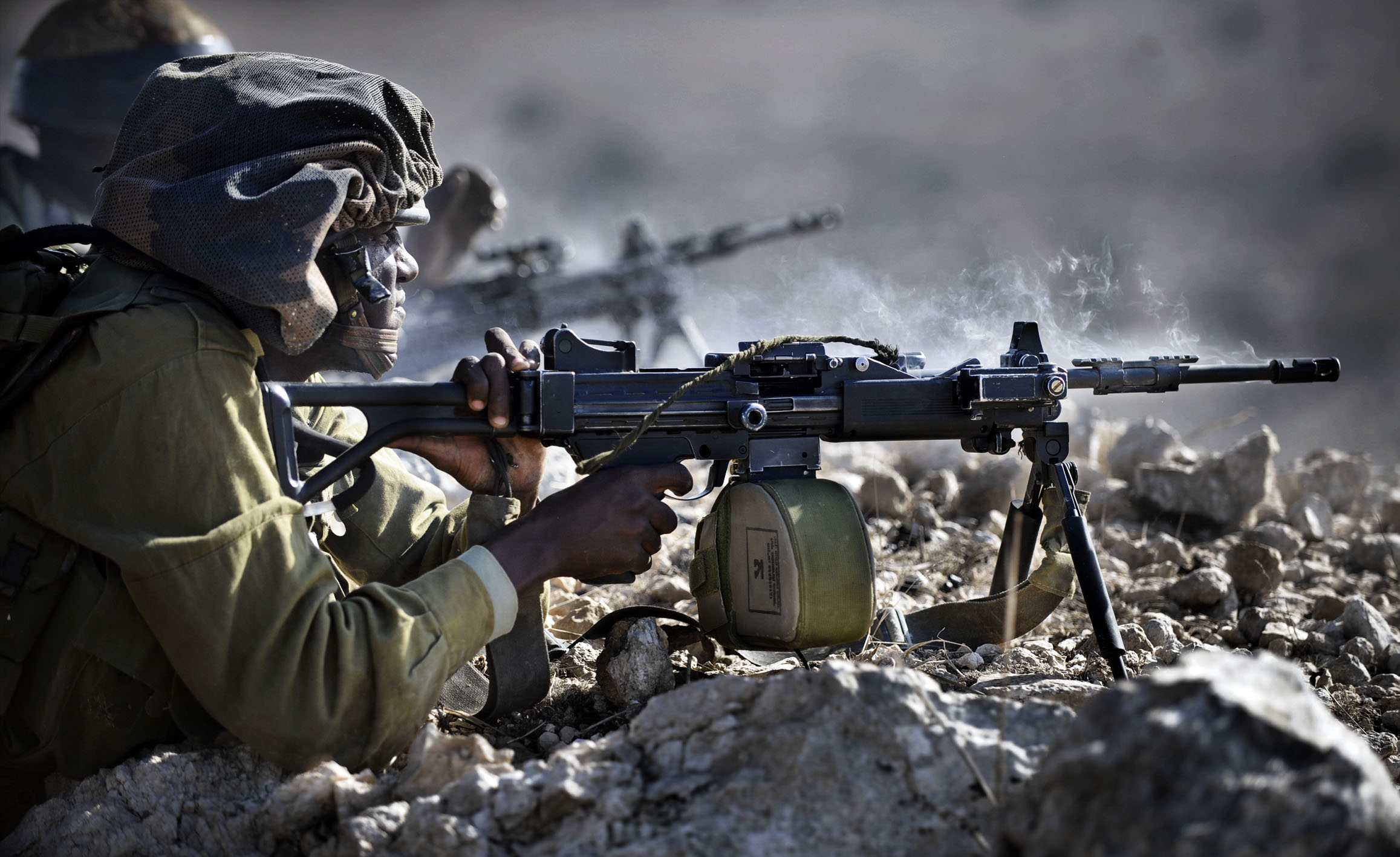
Ricognitore israeliano in addestramento con una Negev

La Negev è una mitragliatrice leggera a fuoco selettivo a sottrazione di gas con pistone a corsa corta e con otturatore girevole. Oltre che nelle varianti standard, è prodotta in due varianti a canna corta concepite per l'utilizzo da parte delle forze speciali; tutti gli esemplari sono dotati di un tromboncino rompifiamma e di una maniglia di trasporto e hanno il calcio pieghevole.
La Negev utilizza munizioni 5,56 × 45 mm NATO mentre la Negev NG-7 utilizza munizioni 7,62 × 51 mm NATO. La Negev ha quattro modalità di fuoco: due consentono di sparare tra 850 e 1 050 colpi al minuto rispettivamente con un caricatore a scatola o uno a nastro, la terza consente di sparare fino a 1 150 colpi al minuto in condizioni ambientali estreme mentre la quarta è semiautomatica. La NG-7 ha tre modalità di fuoco, una semiautomatica e due che le consentono di sparare tra 600 e 750 colpi al minuto anche in condizioni ambientali estreme. L'alzo è graduato da 300 a 1 000 m. La mitragliatrice può essere alimentata da un caricatore a nastro a maglie disgreganti M27 da 150 o 200 colpi, dal caricatore del Galil da 35 colpi o da un caricatore STANAG da 30 colpi con adattatore, mentre la NG-7 è alimentabile unicamente da un caricatore a nastro a maglie disgreganti M13 da 100 oppure 125 colpi.

## Varianti
- Negev: mitragliatrice leggera calibro 5,56 × 45 mm NATO[4]
- Negev SF: variante compatta della Negev concepita per reparti speciali (Special Forces)[5]
- Negev NG-7: mitragliatrice ad uso generale calibro 7,62 × 51 mm NATO[6]
- Negev NG-7 SF: variante compatta della NG-7[7]

### Tabella di confronto tra le varianti
| Variante      | Peso    | Lunghezza | Lunghezza canna | Munizionamento        | Calibro | Cadenza di fuoco       |
| ------------- | ------- | --------- | --------------- | --------------------- | ------- | ---------------------- |
| Negev         | 7,60 kg | 1 020 mm  | 460 mm          | A nastro o caricatore | 5,56 mm | 850-1 050 colpi/minuto |
| Negev SF      | 7,65 kg | 890 mm    | 330 mm          | A nastro o caricatore | 5,56 mm | 850-1 050 colpi/minuto |
| Negev NG-7    | 7,95 kg | 1 100 mm  | 508 mm          | A nastro              | 7,62 mm | 600-750 colpi/minuto   |
| Negev NG-7 SF | 7,80 kg | 1 012 mm  | 420 mm          | A nastro              | 7,62 mm | 600-750 colpi/minuto   |

## Utilizzatori
- Argentina: in servizio con la Policía Federal Argentina
- Azerbaigian[8]
- Brasile: Polícia Militar do Amazonas[9], Polícia Militar do Estado de São Paulo[10]
- Cipro[11]
- Colombia: NG-7 prodotta localmente su licenza e in servizio con l'Ejército Nacional de Colombia e con la Policía Nacional de Colombia[12]
- Costa Rica: utilizzata dalla Fuerza Pública de Costa Rica[13]
- Estonia[14]
- Filippine: 320 Negev e 231 Negev NG-7 acquistate nel 2018 dalla polizia nazionale filippina[15]
- Georgia: mitragliatrice leggera d'ordinanza delle forze armate georgiane[16]
- Guinea Equatoriale[13]
- India: in servizio con le forze speciali nella versione Negev e dal 2021 con l'esercito nella versione NG-7[17][18]
- Israele[19]
- Kenya: in servizio nel Kenya Army dal 2012[20]Soldati keniani con a destra una Negev con caricatore STANAG

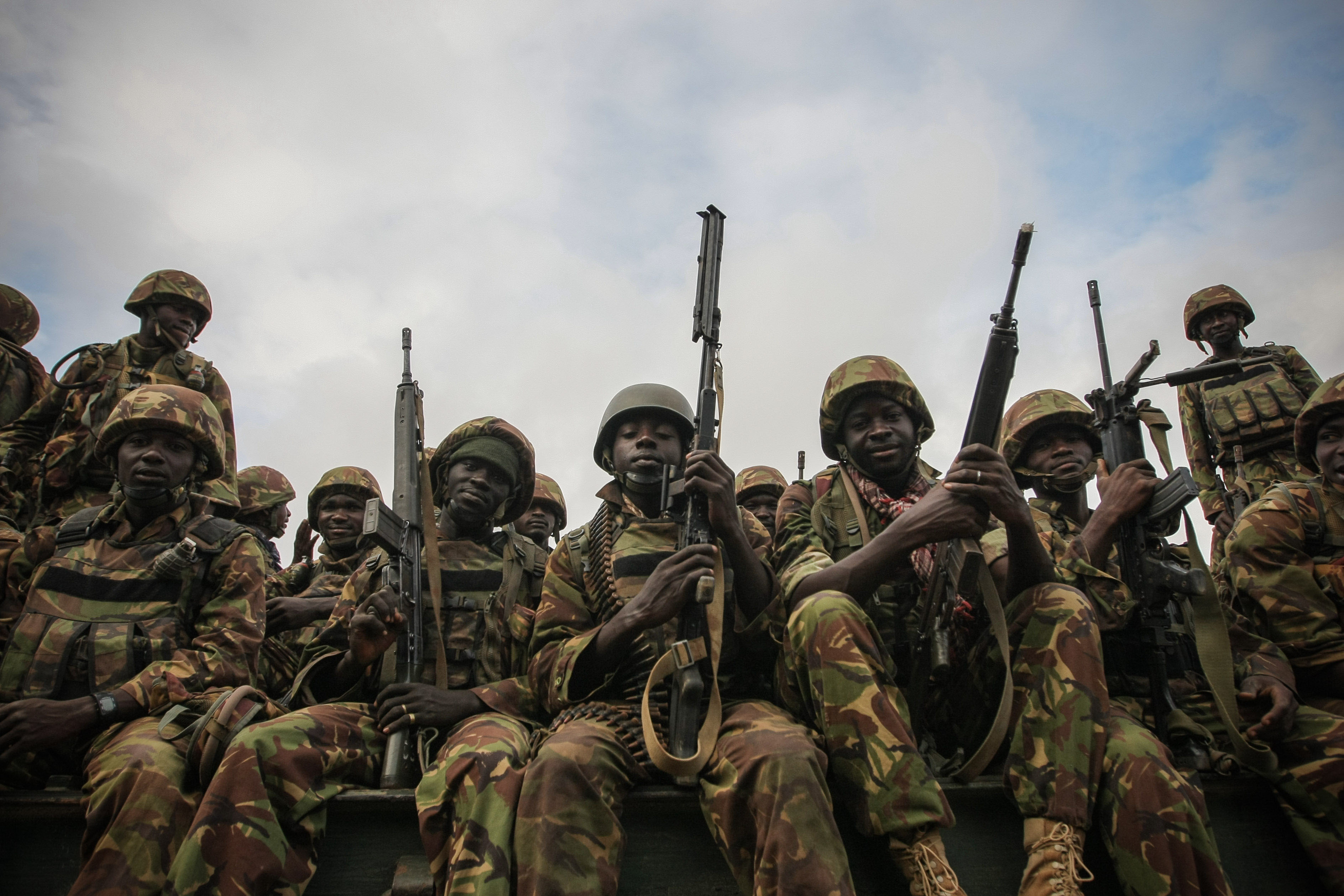
Soldati keniani con a destra una Negev con caricatore STANAG

- Messico: usate dalla Guardia Nacional[21]
- Paraguay: usata dall'Ejército Paraguayo dal 2015 nelle versioni Negev e Negev SF[22]
- Thailandia usata dal Kongthap Bok Thai[23]
- Vietnam: prodotte su licenza localmente e in servizio nella fanteria di marina e nelle forze speciali della Hải quân nhân dân Việt Nam[24]
- Ucraina: prodotta su licenza come Fort-401 e utilizzata dalle Forze Terrestri Ucraine e dalla guardia nazionale